# Monti del Bajkal

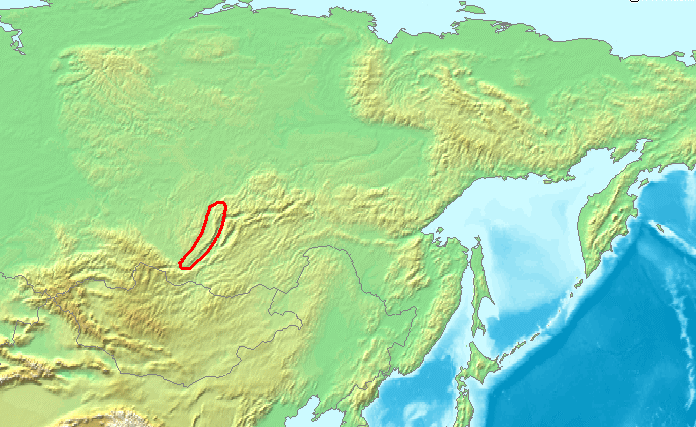
Collocazione dei monti del Bajkal

I monti del Bajkal (in russo Байкальский Хребет, Bajkal'skij Chrebet) sono una piccola catena montuosa della Russia siberiana orientale (Oblast' di Irkutsk e Repubblica Autonoma della Buriazia), allungata per circa 300 km lungo la sponda nord-occidentale del lago Bajkal dal quale prendono il nome. Culminano a 2.572 metri s.l.m. nel monte Čerskogo (Черского).
Sono coperti dalla foresta boreale di conifere o dalla steppa boscosa fino a circa 1.400 metri di quota, mentre al di sopra si sviluppa la tundra alpina.
I monti del Bajkal racchiudono le sorgenti della Lena, uno dei maggiori fiumi siberiani, e quelle della Kirenga, un suo importante affluente nell'alto corso.